# Cubillo del Campo
Cubillo del Campo település Spanyolországban, Burgos tartományban. Cubillo del Campo Revilla del Campo községgel határos. Lakosainak száma 101 fő (2024).

## Népesség
A település népessége az utóbbi években az alábbiak szerint változott:
| Lakosok száma | 76   | 76   | 85   | 102  | 105  | 99   | 104  | 92   | 102  | 101  |
|               | 2001 | 2004 | 2006 | 2009 | 2011 | 2014 | 2016 | 2019 | 2021 | 2024 |